# Taner Akçam
Altuğ Taner Akçam, född i Turkiet 23 oktober 1953, är en turkisk sociolog och författare. Han var den första turkiska akademikern som erkände det armeniska folkmordet under första världskriget. Efter att ha påtalat kurdernas levnadsförhållanden i Turkiet, dömdes han till fem års fängelse, varvid han lämnade landet och åkte i exil till Tyskland. Hans erkännande av armeniska folkmordet har medfört att turkiska nationalister fört omfattande förtalskampanjer mot honom. Han lever numera i USA, där han är forskare på Clark University.